# Chilandrus chrysistes
Chilandrus chrysistes är en fjärilsart som beskrevs av Edward Meyrick 1933. Chilandrus chrysistes ingår i släktet Chilandrus och familjen Crambidae. Inga underarter finns listade i Catalogue of Life.